# Pallacanestro Varese 1989-1990
Nel Campionato 1989-90 la Pallacanestro Varese abbandona lo sponsor "DiVarese", azienda calzaturiera della città, e si affianca a "Ranger", produttrice di antifurti per autovetture.
L'allenatore della passata stagione, lo statunitense Joe Isaac, si trasferisce alle Cantine Riunite Reggio Emilia, e il suo posto viene assunto da Giancarlo Sacco, proveniente dalla Garessio 2000 Livorno. Nella rosa dei giocatori si aggiungono Joe Calavita e Wes Matthews che sostituisce il brasiliano Maury de Souza. Il giocatore statunitense viene però licenziato nel corso della stagione, a causa di un grave atto, conclusosi con uno sputo all'arbitro, nella partita giocata a Caserta contro la Phonola. Il suo posto viene preso dal connazionale Frank Johnson. Andreas Brignoli rientra dal prestito alla Robur et Fides Varese mentre Dino Boselli e Charles Pittman si trasferiscono alla Filidoro Brescia.
In campionato il Ranger Varese conclude al secondo posto la stagione regolare, mentre ai Play-off perde la finale scudetto contro la Scavolini Pesaro.
In Coppa Italia la Pallacanestro Varese esce in semifinale, venendo sconfitta dalla Knorr Bologna.

## Rosa 1989/90
- Renzo Tombolato
- Andreas Brignoli
- Massimo Ferraiuolo
- Joe Calavita
- Riccardo Caneva
- Corny Thompson
- Wes Matthews
- Frank Johnson
- Francesco Vescovi
- Stefano Rusconi
- Gianantonio Bulgheroni
- Romeo Sacchetti
- Allenatore:
  -  Giancarlo Sacco

## Statistiche
| COMPETIZIONE        | GIOCATE | VINTE | PERSE | F    | S    | PIAZZAMENTO |  |
| CAMPIONATO completo | 39      | 25    | 14    | 3711 | 3587 | 2           |  |
| TORNEI E AMICHEVOLI | 15      | 8     | 7     | 1525 | 1485 | -           |  |
| COPPA ITALIA        | 9       | 6     | 3     | 881  | 837  | semifinale  |  |

- 1 pareggio

## Fonti
- "Pallacanestro Varese 50 anni con voi" di Augusto Ossola
- Lega Basket, su 195.56.77.208. URL consultato il 6 maggio 2011 (archiviato dall'url originale il 19 marzo 2012).